# کارلون جفری
کارلون جفری (انگلیسی: Carlon Jeffery؛ زادهٔ ۱۰ ژوئیهٔ ۱۹۹۳) هنرپیشه و خواننده رپ اهل ایالات متحده آمریکا است. وی از سال ۲۰۰۶ میلادی تاکنون مشغول فعالیت بوده‌است.